# Carlos Griguol
Carlos Griguol (Las Palmas (Córdoba), 4 september 1936 – Buenos Aires, 6 mei 2021) was een  Argentijns voetballer en voetbaltrainer. 
Griguol begon zijn carrière bij Atlanta en speelde daar acht seizoenen alvorens te verkassen naar Rosario Central. In 1973 werd hij als trainer met Rosario kampioen. In 1982 en 1984 werd hij ook met Ferro Carril Oeste kampioen. 